# Furios Medulinos
Los Furios Medulinos (en latín, Furii Medullini) fueron una de las más antiguas familias patricias de la gens Furia y los antepados inmediatos de los Furios Camilos. Sus primeros representantes aparecen en los fastos a principios del segundo cuarto del siglo V a. C., pero un siglo después estaban extinguidos. Lucio Furio Medulino, dos veces cónsul y siete tribuno consular, fue su miembro más notable por el número de cargos que ocupó.
Medulino puede significar «de Medulia»: una ciudad en el Lacio, antigua colonia de Alba Longa.

## Miembros
- Espurio Furio Medulino Fuso, hermano del anterior, cónsul en 464 a. C.;
- Espurio Furio Medulino, tribuno consular en 400 a. C.;
- Lucio Furio Medulino, cónsul en 474 a. C.;
- Lucio Furio Medulino, tribuno consular en 432, 425 y en 420 a. C.;
- Lucio Furio Medulino, cónsul en 413 y 409 a. C. y tribuno consular en 407, 405, 398, 397, 395, 394 y 391 a. C.;
- Lucio Furio Medulino, tribuno consular en 381 y en 370 a. C. y censor en 363 a. C.;
- Publio Furio Medulino Fuso, cónsul en 472 a. C.;